# Jelena Muchina
Jelena Muchina, ros. Елена Вячеславовна Мухина (ur. 1 czerwca 1960 w Moskwie, zm. 22 grudnia 2006 tamże) – radziecka gimnastyczka, mistrzyni świata i Europy.
Muchina była jedną z najlepszych gimnastyczek drugiej połowy lat 70. Odnosiła sukcesy szczególnie w ćwiczeniach na poręczach asymetrycznych i w ćwiczeniach wolnych. Pierwsze duży sukces odniosła podczas mistrzostw Europy, gdzie zdobyła 3 złote i 1 brązowy medal w poszczególnych konkurencjach gimnastycznych oraz srebrny medal w czwórboju indywidualnym. W 1978 zdobyła złoty medal mistrzostw świata w czwórboju indywidualnym oraz w konkurencji drużynowej. Indywidualnie pokonała wówczas m.in. znaną rumuńską mistrzynię olimpijską Nadię Comăneci. Na tych zawodach zdobyła również złoto w ćwiczeniach wolnych oraz dwa srebra: w ćwiczeniach na poręczach asymetrycznych oraz równoważni.
Muchina była uznawana za poważną faworytkę zawodów gimnastycznych na Igrzyskach Olimpijskich w 1980 w Moskwie. Jej karierę przerwał jednak poważny wypadek. Jeszcze w 1979 Muchina złamała nogę, co uniemożliwiło jej start na mistrzostwach świata. Po tej kontuzji Muchina była dwukrotnie operowana. Dwa tygodnie przed igrzyskami w Moskwie Muchina próbowała jeszcze dopracować swoje najtrudniejsze ruchy. W czasie jednego z nich nie udało jej się wykręcić salta, upadła na szczękę, uszkadzając odcinek szyjny rdzenia kręgowego, co doprowadziło do paraliżu czterech kończyn. W jednym z niewielu wywiadów, który udzieliła tygodnikowi Ogoniok (Огонёк), skrytykowała radziecki program gimnastyczny, w którym trenerzy i działacze dążyli do sukcesów za wszelką cenę. Po swoim wypadku Muchina otrzymała Order Lenina oraz Srebrny Medal Orderu Olimpijskiego.

## Osiągnięcia
| rok  | zawody             | 4-bój | druż. | VT | UB | BB | FX |
| ---- | ------------------ | ----- | ----- | -- | -- | -- | -- |
| 1977 | Puchar Świata      |       |       |    | 1. | 1. |    |
| 1977 | Mistrzostwa Europy | 2.    |       | 3. | 1. | 1. | 1. |
| 1977 | Mistrzostwa ZSRR   | 2.    |       |    | 3. |    | 1. |
| 1977 | Puchar ZSRR        | 2.    |       |    |    |    |    |
| 1978 | Mistrzostwa Świata | 1.    | 1.    |    | 2. | 2. | 1. |
| 1978 | Mistrzostwa ZSRR   | 1.    |       |    | 1. |    | 3. |
| 1979 | Mistrzostwa Europy |       |       |    | 1. |    | 2. |
| 1979 | Mistrzostwa ZSRR   |       |       |    | 1. |    |    |